# Erec Brehmer
Erec Brehmer (* 1987 in Vechta) ist ein deutscher Filmregisseur, Drehbuchautor, Filmeditor und Produzent.

## Leben und Werk
Nach seinem Abitur machte Brehmer eine Ausbildung zum Mediengestalter Bild und Ton beim ZDF in Mainz. Ab 2010 studierte er Spielfilmregie an der Hochschule für Fernsehen und Film München. Sein mittellanger Spielfilm Voicemail, der sich mit dem News of the World Skandal beschäftigt, wurde auf diversen Festivals gezeigt und ausgezeichnet.
Brehmers Abschlussfilm, die romantische Beziehungskomödie La Palma, wurde 2019 beim Filmfestival Max Ophüls Preis uraufgeführt. Im Juni 2020 startete der Film als einer der ersten Neustarts nach dem ersten Corona-Lockdown in den deutschen Kinos und wurde von der Kritik wohlwollend aufgenommen. So schrieb die FAZ: "Die Szenen, die Erec Brehmer für das Paar geschrieben und mit Marleen Lohse und Daniel Sträßer inszeniert hat, verraten viel von dem Rollenspiel, zu dem eine Beziehung unter reflektierten Menschen notwendigerweise wird." Die Prisma schrieb: "In seinem Kinodebüt durchforstet er die dunklen Ecken der Zweisamkeit, verweilt gefühlt immer lächelnd bei den besonders gemeinen Seiten und lässt trotz viel Charme und Lust auf Komödie tief blicken. Er bündelt so viele Aspekte, dass er mit „La Palma“ fast eine Beziehungsbibel erschafft." Es gab jedoch auch kritische Stimmen. So schrieb die Cinema: "Wenig überzeugendes Spiel mit Rollenmustern."
Brehmers autobiografischer Dokumentarfilm Wer wir gewesen sein werden, ein Film über den Verlust seiner Lebensgefährtin und den damit verbundenen Trauerprozess, wurde 2021 im deutschen Wettbewerb des DOK.fest München uraufgeführt und erhielt 2022 eine Einladung in die International Spectrum Competition des Hot Docs Festivals in Toronto. Der Film startete im Juli 2022 in den deutschen Kinos und erhielt durchweg positive Kritiken. So schrieb die Süddeutsche: “Ein ebenso intimer wie ehrlicher Film über die Liebe und den Tod – und mit das Herzzerreißendste, was man seit Langem im Kino gesehen hat.” Das ARD-Magazin titel thesen temperamente urteilte: “"Wer wir gewesen sein werden" zeigt, wie es gelingen kann, einen verloren geglaubten Menschen auch weiterhin ins Leben zu integrieren. Es ist der Blick aus der Zukunft zurück in die Vergangenheit, der die gemeinsame Geschichte neu entdeckt und für die kommende Zeit fruchtbar macht – über die Grenze des Todes hinweg.”
Brehmer ist Absolvent der Drehbuchwerkstatt München 2021, der Talentförderprogramme ZFF Academy des Zürich Film Festivals 2020 und Berlinale Talents 2021. Er ist außerdem Stipendiat des Munich FilmUp! Residency und Mentoring Programms 2022. Brehmer arbeitet seit seinem Studium zudem als Editor für TV-Formate und Dokumentarfilme, darunter Jud Süß 2.0 von Felix Moeller und Harraga von Benjamin Rost.
Brehmer tritt seit 2024 zudem vermehrt als Experte für den Einsatz generativer KI im Dokumentarfilm in Erscheinung, u. a. auf dem DOK.fest München 2024 und dem Sarajevo Film Festival 2024.

## Filmografie (Auswahl)
- 2012: Zuflucht (Kurzfilm)
- 2016: Voicemail (Kurzfilm)
- 2019: La Palma (Spielfilm)
- 2022: Wer wir gewesen sein werden (Dokumentarfilm)
- 2025: Born To Fake (Dokumentarfilm)

## Auszeichnungen
- 2016: Voicemail: Bestes Drehbuch beim Open Place – Short Film Festival, Latvia
- 2016: Voicemail: Best Studentfilm beim Figueira FilmArt, Portugal
- 2016: Voicemail: Sonderpreis der Landeszentrale für politische Bildung Rheinland-Pfalz bei den 33. video/filmtagen Koblenz
- 2017: Voicemail: Jury Award und Audience Award bei den Filmtagen Friedrichshafen
- 2017: Voicemail: Sprungbrett Award und Audience Award bei dem Landshuter Kurzfilmfestival
- 2017: Voicemail: Best Student Film beim SHOTS Festival, Slovenia
- 2019: La Palma: Bester Spielfilm und Beste Filmlocation bei den Grenzland Filmtagen Selb
- 2022: Wer wir gewesen sein werden: Audience Top 20 beim Hot Docs Festival, Canada
- 2022: Wer wir gewesen sein werden: Starter Filmpreis Produktion der Stadt München
- 2022: Wer wir gewesen sein werden: Bester Dokumentarfilm beim Cinefest Miskolc, Hungary
- 2023: Wer wir gewesen sein werden: Vorauswahl Deutscher Filmpreis 2023